# Dieter – Der Film
Dieter – Der Film ist ein satirischer Zeichentrickfilm, der auf der Autobiografie Nichts als die Wahrheit des Musikproduzenten Dieter Bohlen beruht. Sowohl der Titelsong Gasoline als auch der gesamte Soundtrack stammen aus Bohlens Feder. Die Erstausstrahlung des von der Trickompany Filmproduktion umgesetzten Trickfilms erfolgte am 4. März 2006 durch RTL.

## Handlung
Auf einem Bauernhof in Ostfriesland kommt der kleine Dieter zur Welt. Schon früh entwickelt er eine Schwäche für hübsche Frauen und Musik. Sein Vater bringt ihm bei, immer etwas Geld auf „die hohe Kante zu packen“, da man nie wisse, wofür man es einmal brauchen könne.
Dieter spielt als Teenager in mehreren Bands und ist deswegen bei den Mädchen unheimlich beliebt. Als er erwachsen wird, fängt er als Produzent bei einer Plattenfirma an. Sein Arbeitskollege Andy bringt ihm die Erfolgsgleichung „Haste Geld – Haste Autos – Haste Frauen“ bei. So fängt Dieter an zu arbeiten und produziert – leider erfolglos – verschiedene Künstler. Wie schnell der Erfolg auch versiegen kann, zeigt er am Beispiel von Drafi Deutscher und seinem Hit Marmor, Stein und Eisen bricht auf. 
Irgendwann trifft Dieter den Sänger Thomas und gründet mit ihm die Band Modern Talking, die kurz darauf weltweite Erfolge feiern kann. Doch Thomas’ Frau Nora, mischt sich immer mehr in die Angelegenheiten der Band ein und Modern Talking trennen sich infolgedessen.
Dieter lernt daraufhin Naddel kennen, die er insbesondere wegen ihrer riesigen, aber falschen Oberweite liebt. Sie kommen zusammen und ziehen in ein großes Haus. Doch später lernt Dieter Verona kennen und verliebt sich erneut. Er trennt sich von Naddel und heiratet seine neue Liebe Verona, aber diese scheint nur auf Dieters Geld aus zu sein. Verona lässt sich von ihm scheiden und erhält 300 Trillionen Mark.
Dieter ist verzweifelt, doch in der Stunde der Not vereinen sich Modern Talking wieder. Der Erfolg wird so groß wie nie zuvor. Doch da er den Erfolg und vor allem das Geld für sich allein haben will, kommt er in die Hölle. Dort wird er vor die Wahl gestellt, die Ewigkeit mit Wolfgang Petry, mit Thomas oder in seinem Studio zu verbringen. Er entscheidet sich erleichtert für das Studio, wo er allerdings Verona wieder trifft.

## Kritik
Christian Buß von Spiegel.de nannte diesen Film „eine lange verschobene, komplett humorfreie Trickfilmbiografie“: „Der grob gestrichelte Unfug erinnerte an diese Werbespots, die Croque-Läden oder Frisiersalons früher für Nachbarschaftskinos produzieren ließen: Alles ächzt auf eine Pointe zu, die das beworbene Produkt in eher zweifelhaftem Glanz erscheinen lassen.“
Kino.de schrieb ähnlich: „Mit ihrer animierten Satire übertreiben, verzerren, veralbern und verspotten Drehbuchautor Rolf Dieckmann und Regisseur Michael Schaack nach ‚Derrick – Die Pflicht ruft‘ nun eine weitere Lichtgestalt des deutschen Fernsehens.“

## Entstehung & Veröffentlichung
Der rund 6,5 Millionen Euro teure Film wurde schon im Jahre 2004 fertiggestellt und sollte im Herbst des gleichen Jahres in die Kinos kommen. Nach einer kurzfristigen Verschiebung auf 2005 wurde der Filmstart vom Verleiher Universum Film jedoch schlussendlich abgesagt. Während in den Medien über Gerüchte zur mangelnden Qualität des Films bezüglich der Zeichnungen und der umgesetzten Story berichtet wurde, war die offizielle Begründung, dass der Zeitpunkt nicht mehr passend sei – Dieter – Der Film würde für das Kino „nicht mehr funktionieren“. Hintergrund dieser Einschätzung war der mittlerweile abgeflachte Hype rund um Bohlen und das von ihm mitgetragene Deutschland sucht den Superstar.
Nach einem weiteren Jahr Wartezeit fand die öffentliche Premiere des Films am 4. März 2006 zur Primetime auf  RTL statt. Dabei musste der hauptsächlich nur mit etwas Cross-Promotion beworbene Dieter – Der Film gegen die zeitgleich laufende und immer sehr quotenstarke Sendung Wetten, dass..? antreten, erreichte dabei aber entgegen kritischen Experteneinschätzungen 5,51 Millionen Zuschauer und somit einen Marktanteil von 15,9 %. In der werberelevanten Zielgruppe lag der Marktanteil bei 30,5 Prozent. Zuvor hatten nicht einmal Programmredaktionen den Film sehen und bewerten dürfen, da diese anstatt des üblichen Testmusters nur einen sieben Minuten langen Zusammenschnitt zur Verfügung gestellt bekommen hatten.
Terminlich passend zur Ausstrahlung stand zwei Wochen später das Finale zur dritten Staffel der Castingsendung Deutschland sucht den Superstar an. Des Weiteren erschien parallel zur Erstausstrahlung der Soundtrack zum Film, und Bohlen kündigte sein nächstes Buch Meine Hammer-Sprüche an.
Der Film erschien am 12. April 2006 auf DVD.